# 2064
- Wikisource

| Calendário gregoriano                                                        | 2064 MMLXIV                          |
| Ab urbe condita                                                              | 2817                                 |
| Calendário arménio                                                           | 1514 – 1515                          |
| Calendário bahá'í                                                            | 220 – 221                            |
| Calendário budista                                                           | 2608                                 |
| Calendário chinês                                                            | 4760 – 4761 Início a 17 de fevereiro |
| Calendário copta                                                             | 1780 – 1781                          |
| Calendário etíope                                                            | 2056 – 2057                          |
| Calendários hindus - Vikram Samvat - Calendário nacional indiano - Cáli Iuga | 2119 – 2120 1985 – 1986 5164 – 5165  |
| Calendário Holoceno                                                          | 12064                                |
| Calendário islâmico                                                          | 1487 – 1488                          |
| Calendário judaico                                                           | 5824 – 5825                          |
| Calendário persa                                                             | 1442 – 1443 Início a 20 de março     |
| Calendário rúnico                                                            | 2314                                 |
| Calendário solar tailandês                                                   | 2607                                 |

2064 (MMLXIV, na numeração romana) será um ano bissexto do século XXI que começará numa terça-feira, segundo o calendário gregoriano. As suas letras dominicais serão FE. A terça-feira de Carnaval ocorrerá a 19 de fevereiro e o domingo de Páscoa a 6 de abril. Segundo o horóscopo chinês, será o ano do Macaco, começando a 17 de fevereiro.

| Evento                                                   | Data            | Hora  |
| -------------------------------------------------------- | --------------- | ----- |
| Aquário                                                  | 20 de janeiro   | 07:01 |
| Peixes                                                   | 18 de fevereiro | 20:59 |
| primavera no hemisfério norte e outono no hemisfério sul |                 |       |
| Carneiro/equinócio                                       | 19 de março     | 19:38 |
| Touro                                                    | 19 de abril     | 06:16 |
| Gémeos                                                   | 20 de maio      | 05:02 |
| verão no hemisfério norte e inverno no hemisfério Sul    |                 |       |
| Caranguejo/solstício                                     | 20 de junho     | 12:45 |
| Leão                                                     | 21 de julho     | 23:39 |
| Virgem                                                   | 22 de agosto    | 06:56 |
| Outono no Hemisfério Norte e Primavera no Hemisfério Sul |                 |       |
| Balança/equinócio                                        | 22 de setembro  | 04:57 |
| Escorpião                                                | 22 de outubro   | 14:42 |
| Sagitário                                                | 21 de novembro  | 12:37 |
| inverno no hemisfério norte e verão no hemisfério sul    |                 |       |
| Capricórnio/solstício                                    | 21 de dezembro  | 02:09 |

| UTC: Portugal Continental, Madeira, Guiné-Bissau e São Tomé e Príncipe Subtrair (-): 1 h nos Açores e Cabo Verde 2 h nas Ilhas oceânicas brasileiras 3 h em Brasília, em Goiás, na Amazônia Oriental Brasileira e no nordeste, sudeste e sul brasileiros 4 h na Amazônia Ocidental Brasileira, Mato Grosso e Mato Grosso do Sul 5 h no Acre e sudoeste do Amazonas Adicionar (+): 1 h em Angola e Guiné Equatorial 2 h em Moçambique 8 h em Macau 9 h em Timor-Leste. |
| Adicionar uma hora durante a vigência do horário de verão: Portugal Continental : De 30 de março a 26 de outubro de 2064 |

| Ano completo                          |
| ------------------------------------- |
| Ano bissexto com início à terça-feira |

## Eventos esperados e previstos
- Ano do Macaco, segundo o Horóscopo chinês.

Fevereiro
- 2 a 3 de fevereiro - Eclipse lunar parcial[1]

- 17 de fevereiro - Eclipse solar anular[2]

Julho
- 27 a 28 de julho - Eclipse lunar parcial[3]

Agosto
- 12 de agosto - Eclipse solar total[4]